# Bundestagswahlkreis Hochsauerlandkreis
Der Wahlkreis Hochsauerlandkreis (Wahlkreis 146; bis zur Bundestagswahl 2021 Wahlkreis 147) ist ein Bundestagswahlkreis in Nordrhein-Westfalen. Er umfasst den Hochsauerlandkreis. Bis 2013 wurde der Wahlkreis immer vom jeweiligen Kandidaten der CDU mit absoluter Mehrheit der Erststimmen gewonnen, danach nur noch mit relativer Mehrheit.

## Wahlkreisgeschichte
Bis zur Bundestagswahl 1976 gehörten die Gemeinden des Hochsauerlandes zu den Wahlkreisen Lippstadt – Brilon, Olpe – Meschede und Arnsberg – Soest. Zur Bundestagswahl 1980 wurden die meisten westfälischen Wahlkreise vollkommen neu gegliedert; dabei wurde auch der Wahlkreis Hochsauerlandkreis neu gebildet.
| Wahl      | Wahlkreisname          | Gebiet             |
| --------- | ---------------------- | ------------------ |
| 1980–1998 | 119 Hochsauerlandkreis | Hochsauerlandkreis |
| 2002–2009 | 148 Hochsauerlandkreis | Hochsauerlandkreis |
| 2013–2021 | 147 Hochsauerlandkreis | Hochsauerlandkreis |
| 2025–     | 146 Hochsauerlandkreis | Hochsauerlandkreis |

## Wahlkreisabgeordnete
| Wahl | Name   | Name               | Partei | Erststimmen |
| ---- | ------ | ------------------ | ------ | ----------- |
| 1980 |        | Ferdinand Tillmann | CDU    | 57,4 %      |
| 1983 | 62,9 % | Ferdinand Tillmann | CDU    |             |
| 1987 | 57,6 % | Ferdinand Tillmann | CDU    |             |
| 1990 | 55,4 % | Ferdinand Tillmann | CDU    |             |
| 1994 |        | Friedrich Merz     | CDU    | 54,3 %      |
| 1998 | 51,4 % | Friedrich Merz     | CDU    |             |
| 2002 | 53,7 % | Friedrich Merz     | CDU    |             |
| 2005 | 57,7 % | Friedrich Merz     | CDU    |             |
| 2009 |        | Patrick Sensburg   | CDU    | 51,7 %      |
| 2013 | 56,1 % | Patrick Sensburg   | CDU    |             |
| 2017 | 48,0 % | Patrick Sensburg   | CDU    |             |
| 2021 |        | Friedrich Merz     | CDU    | 40,4 %      |
| 2025 | 47,7 % | Friedrich Merz     | CDU    |             |

## Wahlergebnisse

### Bundestagswahl 2025
| Kandidaten                      | Kandidaten                  | Parteien/Listen     | Erststimmen | Erststimmen | Zweitstimmen | Zweitstimmen |
| Kandidaten                      | Kandidaten                  | Parteien/Listen     | Stimmen     | %           | Stimmen      | %            |
| ------------------------------- | --------------------------- | ------------------- | ----------- | ----------- | ------------ | ------------ |
|                                 | Dirk Wiese                  | SPD                 | 35.079      | 21,4        | 26.873       | 16,4         |
|                                 | Friedrich Merzgewählt im WK | CDU                 | 78.260      | 47,7        | 71.615       | 43,6         |
|                                 | Sandra Stein                | GRÜNE               | 10.025      | 6,1         | 12.026       | 7,3          |
|                                 | Carl-Julius Cronenberg      | FDP                 | 4.182       | 2,5         | 6.299        | 3,8          |
|                                 | Bernhard Bühner             | AfD                 | 26.025      | 15,9        | 27.390       | 16,7         |
|                                 | Lara Kuse                   | Die Linke           | 7.646       | 4,7         | 8.774        | 5,3          |
|                                 | –                           | Tierschutzpartei    | –           | –           | 1.958        | 1,2          |
|                                 | –                           | Die PARTEI          | –           | –           | 908          | 0,6          |
|                                 | –                           | dieBasis            | –           | –           | 336          | 0,2          |
|                                 | –                           | Team Todenhöfer     | –           | –           | 225          | 0,1          |
|                                 | Sebastian Vielhaber         | FREIE WÄHLER        | 2.783       | 1,7         | 1.142        | 0,7          |
|                                 | –                           | Volt                | –           | –           | 785          | 0,5          |
|                                 | –                           | MLPD                | –           | –           | 27           | 0,0          |
|                                 | –                           | PdF                 | –           | –           | 213          | 0,1          |
|                                 | –                           | BÜNDNIS DEUTSCHLAND | –           | –           | 202          | 0,1          |
|                                 | –                           | BSW                 | –           | –           | 5.295        | 3,2          |
|                                 | –                           | MERA25              | –           | –           | 28           | 0,0          |
|                                 | –                           | WerteUnion          | –           | –           | 86           | 0,1          |
| Gesamt                          | Gesamt                      | Gesamt              | 164.000     | 100         | 164.182      | 100          |
|                                 |                             |                     |             |             |              |              |
| Ungültige Stimmen               | Ungültige Stimmen           | Ungültige Stimmen   | 1.047       | 0,6         | 865          | 0,5          |
| Wähler                          | Wähler                      | Wähler              | 165.047     | 83,9        | 165.047      | 83,9         |
| Wahlberechtigte                 | Wahlberechtigte             | Wahlberechtigte     | 196.716     |             | 196.716      |              |
|                                 |                             |                     |             |             |              |              |
| Quellen: Die Bundeswahlleiterin |                             |                     |             |             |              |              |

### Bundestagswahl 2021
| Kandidaten                                            | Kandidaten                     | Parteien/Listen      | Erststimmen | Erststimmen | Zweitstimmen | Zweitstimmen |
| Kandidaten                                            | Kandidaten                     | Parteien/Listen      | Stimmen     | %           | Stimmen      | %            |
| ----------------------------------------------------- | ------------------------------ | -------------------- | ----------- | ----------- | ------------ | ------------ |
|                                                       | Friedrich Merzgewählt im WK    | CDU                  | 62.810      | 40,4        | 52.017       | 33,5         |
|                                                       | Dirk Wiese                     | SPD                  | 50.056      | 32,2        | 44.640       | 28,7         |
|                                                       | Carl-Julius Cronenberg         | FDP                  | 10.806      | 7,0         | 18.712       | 12,0         |
|                                                       | Otto Winfried Strauß           | AfD                  | 10.068      | 6,5         | 11.532       | 7,4          |
|                                                       | Maria Anna Gertrud Tillmann    | GRÜNE                | 12.478      | 8,0         | 15.473       | 10,0         |
|                                                       | Karl-Ludwig Gössling           | DIE LINKE            | 2.685       | 1,7         | 3.989        | 2,6          |
|                                                       | Andreas Ernst Thomas Hövelmann | Die PARTEI           | 2.909       | 1,9         | 1.983        | 1,3          |
|                                                       | –                              | Tierschutzpartei     | –           | –           | 1.943        | 1,2          |
|                                                       | –                              | PIRATEN              | –           | –           | 462          | 0,3          |
|                                                       | Sebastian Vielhaber            | Freie Wähler         | 2.224       | 1,4         | 1.583        | 1,0          |
|                                                       | –                              | NPD                  | –           | –           | 122          | 0,1          |
|                                                       | –                              | ÖDP                  | –           | –           | 99           | 0,1          |
|                                                       | –                              | V-Partei³            | –           | –           | 87           | 0,1          |
|                                                       | –                              | Gesundheitsforschung | –           | –           | 181          | 0,1          |
|                                                       | –                              | MLPD                 | –           | –           | 14           | 0,0          |
|                                                       | –                              | Die Humanisten       | –           | –           | 80           | 0,1          |
|                                                       | –                              | DKP                  | –           | –           | 11           | 0,0          |
|                                                       | –                              | SGP                  | –           | –           | 8            | 0,0          |
|                                                       | Klaus Wilhelm Selter           | dieBasis             | 1.381       | 0,9         | 1.346        | 0,9          |
|                                                       | –                              | Bündnis C            | –           | –           | 69           | 0,0          |
|                                                       | –                              | du.                  | –           | –           | 52           | 0,0          |
|                                                       | –                              | LIEBE                | –           | –           | 186          | 0,1          |
|                                                       | –                              | LKR                  | –           | –           | 28           | 0,0          |
|                                                       | –                              | PdF                  | –           | –           | 37           | 0,0          |
|                                                       | –                              | LfK                  | –           | –           | 128          | 0,1          |
|                                                       | –                              | Team Todenhöfer      | –           | –           | 380          | 0,2          |
|                                                       | –                              | Volt                 | –           | –           | 332          | 0,2          |
| Gesamt                                                | Gesamt                         | Gesamt               | 155.417     | 100         | 155.494      | 100          |
|                                                       |                                |                      |             |             |              |              |
| Ungültige Stimmen                                     | Ungültige Stimmen              | Ungültige Stimmen    | 1.101       | 0,7         | 1.024        | 0,7          |
| Wähler                                                | Wähler                         | Wähler               | 156.518     | 78,1        | 156.518      | 78,1         |
| Wahlberechtigte                                       | Wahlberechtigte                | Wahlberechtigte      | 200.496     |             | 200.496      |              |
|                                                       |                                |                      |             |             |              |              |
| Quellen: Die Bundeswahlleiterin, Kandidaten – Stimmen |                                |                      |             |             |              |              |

### Bundestagswahl 2017
| Kandidaten                                            | Kandidaten                    | Parteien/Listen      | Erststimmen | Erststimmen | Zweitstimmen | Zweitstimmen |
| Kandidaten                                            | Kandidaten                    | Parteien/Listen      | Stimmen     | %           | Stimmen      | %            |
| ----------------------------------------------------- | ----------------------------- | -------------------- | ----------- | ----------- | ------------ | ------------ |
|                                                       | Patrick Sensburggewählt im WK | CDU                  | 73.185      | 48,0        | 63.651       | 41,7         |
|                                                       | Dirk Wiese                    | SPD                  | 41.047      | 26,9        | 34.865       | 22,8         |
|                                                       | Annika Neumeister             | GRÜNE                | 6.476       | 4,2         | 7.198        | 4,7          |
|                                                       | Reinhard Prange               | DIE LINKE            | 6.452       | 4,2         | 8.183        | 5,4          |
|                                                       | Carl-Julius Cronenberg        | FDP                  | 12.893      | 8,4         | 21.919       | 14,3         |
|                                                       | Hans-Martin Schaefer          | AfD                  | 11.115      | 7,3         | 12.216       | 8,0          |
|                                                       | -                             | PIRATEN              | –           | –           | 530          | 0,3          |
|                                                       | -                             | NPD                  | –           | –           | 324          | 0,2          |
|                                                       | -                             | Die PARTEI           | –           | –           | 906          | 0,6          |
|                                                       | Christa Hudyma                | FREIE WÄHLER         | 1.447       | 0,9         | 841          | 0,6          |
|                                                       | -                             | Volksabstimmung      | –           | –           | 141          | 0,1          |
|                                                       | -                             | ÖDP                  | –           | –           | 139          | 0,1          |
|                                                       | -                             | MLPD                 | –           | –           | 47           | 0,0          |
|                                                       | -                             | SGP                  | –           | –           | 2            | 0,0          |
|                                                       | -                             | AD–DEMOKRATEN        | –           | –           | 268          | 0,2          |
|                                                       | -                             | BGE                  | –           | –           | 100          | 0,1          |
|                                                       | -                             | DiB                  | –           | –           | 98           | 0,1          |
|                                                       | -                             | DKP                  | –           | –           | 13           | 0,0          |
|                                                       | -                             | DM                   | –           | –           | 119          | 0,1          |
|                                                       | -                             | Die Humanisten       | –           | –           | 47           | 0,0          |
|                                                       | -                             | Gesundheitsforschung | –           | –           | 156          | 0,1          |
|                                                       | -                             | Tierschutzpartei     | –           | –           | 930          | 0,6          |
|                                                       | -                             | V-Partei³            | –           | –           | 121          | 0,1          |
| Gesamt                                                | Gesamt                        | Gesamt               | 152.615     | 100         | 152.814      | 100          |
|                                                       |                               |                      |             |             |              |              |
| Ungültige Stimmen                                     | Ungültige Stimmen             | Ungültige Stimmen    | 1.399       | 0,9         | 1.200        | 0,8          |
| Wähler                                                | Wähler                        | Wähler               | 154.014     | 76,0        | 154.014      | 76,0         |
| Wahlberechtigte                                       | Wahlberechtigte               | Wahlberechtigte      | 202.768     |             | 202.768      |              |
|                                                       |                               |                      |             |             |              |              |
| Quellen: Die Bundeswahlleiterin, Kandidaten – Stimmen |                               |                      |             |             |              |              |

### Bundestagswahl 2013
| Kandidaten                                            | Kandidaten                    | Parteien/Listen     | Erststimmen | Erststimmen | Zweitstimmen | Zweitstimmen |
| Kandidaten                                            | Kandidaten                    | Parteien/Listen     | Stimmen     | %           | Stimmen      | %            |
| ----------------------------------------------------- | ----------------------------- | ------------------- | ----------- | ----------- | ------------ | ------------ |
|                                                       | Patrick Sensburggewählt im WK | CDU                 | 83.952      | 56,1        | 74.530       | 49,7         |
|                                                       | Dirk Wiese                    | SPD                 | 44.682      | 29,9        | 42.054       | 28,0         |
|                                                       | Hans-Werner Ehrenberg         | FDP                 | 2.878       | 1,9         | 7.625        | 5,1          |
|                                                       | Antonius Becker               | GRÜNE               | 6.308       | 4,2         | 7.161        | 4,8          |
|                                                       | Beate Raberg                  | DIE LINKE           | 6.159       | 4,1         | 7.055        | 4,7          |
|                                                       | Julius Hahn                   | PIRATEN             | 3.280       | 2,2         | 2.940        | 2,0          |
|                                                       | Daniela Wegener               | NPD                 | 1.708       | 1,1         | 1.269        | 0,8          |
|                                                       | –                             | REP                 | –           | –           | 160          | 0,1          |
|                                                       | –                             | Bündnis 21/RRP      | –           | –           | 85           | 0,1          |
|                                                       | –                             | Volksabstimmung     | –           | –           | 319          | 0,2          |
|                                                       | –                             | ÖDP                 | –           | –           | 173          | 0,1          |
|                                                       | –                             | MLPD                | –           | –           | 22           | 0,0          |
|                                                       | –                             | BüSo                | –           | –           | 20           | 0,0          |
|                                                       | –                             | PSG                 | –           | –           | 39           | 0,0          |
|                                                       | –                             | AfD                 | –           | –           | 5.140        | 3,4          |
|                                                       | –                             | BIG                 | –           | –           | 43           | 0,0          |
|                                                       | –                             | pro Deutschland     | –           | –           | 278          | 0,2          |
|                                                       | –                             | DIE RECHTE          | –           | –           | 22           | 0,0          |
|                                                       | Andreas Karl-Heinz Zehnter    | FREIE WÄHLER        | 637         | 0,4         | 533          | 0,4          |
|                                                       | –                             | Nichtwähler         | –           | –           | 131          | 0,1          |
|                                                       | –                             | PARTEI DER VERNUNFT | –           | –           | 88           | 0,1          |
|                                                       | –                             | Die PARTEI          | –           | –           | 359          | 0,2          |
| Gesamt                                                | Gesamt                        | Gesamt              | 149.604     | 100         | 150.046      | 100          |
|                                                       |                               |                     |             |             |              |              |
| Ungültige Stimmen                                     | Ungültige Stimmen             | Ungültige Stimmen   | 2.123       | 1,4         | 1.681        | 1,1          |
| Wähler                                                | Wähler                        | Wähler              | 151.727     | 73,7        | 151.727      | 73,7         |
| Wahlberechtigte                                       | Wahlberechtigte               | Wahlberechtigte     | 205.948     |             | 205.948      |              |
|                                                       |                               |                     |             |             |              |              |
| Quellen: Die Bundeswahlleiterin, Kandidaten – Stimmen |                               |                     |             |             |              |              |

### Bundestagswahl 2009
| Kandidaten                                          | Kandidaten                    | Parteien/Listen      | Erststimmen | Erststimmen | Zweitstimmen | Zweitstimmen |
| Kandidaten                                          | Kandidaten                    | Parteien/Listen      | Stimmen     | %           | Stimmen      | %            |
| --------------------------------------------------- | ----------------------------- | -------------------- | ----------- | ----------- | ------------ | ------------ |
|                                                     | Karsten Rudolph               | SPD                  | 40.010      | 26,6        | 36.741       | 24,4         |
|                                                     | Patrick Sensburggewählt im WK | CDU                  | 77.687      | 51,7        | 63.133       | 41,9         |
|                                                     | Hans-Werner Ehrenberg         | FDP                  | 13.753      | 9,1         | 24.530       | 16,3         |
|                                                     | Heiko Kosow                   | GRÜNE                | 7.966       | 5,3         | 9.460        | 6,3          |
|                                                     | Rüdiger Sagel                 | DIE LINKE            | 9.362       | 6,2         | 10.064       | 6,7          |
|                                                     | Daniela Wegener               | NPD                  | 1.537       | 1,0         | 1.223        | 0,8          |
|                                                     | –                             | Die Tierschutzpartei | –           | –           | 809          | 0,5          |
|                                                     | –                             | Familie              | –           | –           | 910          | 0,6          |
|                                                     | –                             | REP                  | –           | –           | 306          | 0,2          |
|                                                     | –                             | Volksabstimmung      | –           | –           | 146          | 0,1          |
|                                                     | –                             | MLPD                 | –           | –           | 25           | 0,0          |
|                                                     | –                             | PSG                  | –           | –           | 26           | 0,0          |
|                                                     | –                             | ZENTRUM              | –           | –           | 121          | 0,1          |
|                                                     | –                             | BüSo                 | –           | –           | 23           | 0,0          |
|                                                     | –                             | DVU                  | –           | –           | 96           | 0,1          |
|                                                     | –                             | ödp                  | –           | –           | 112          | 0,1          |
|                                                     | –                             | PIRATEN              | –           | –           | 2.008        | 1,3          |
|                                                     | –                             | RRP                  | –           | –           | 206          | 0,1          |
|                                                     | –                             | RENTNER              | –           | –           | 601          | 0,4          |
| Gesamt                                              | Gesamt                        | Gesamt               | 150.315     | 100         | 150.540      | 100          |
|                                                     |                               |                      |             |             |              |              |
| Ungültige Stimmen                                   | Ungültige Stimmen             | Ungültige Stimmen    | 1.927       | 1,3         | 1.702        | 1,1          |
| Wähler                                              | Wähler                        | Wähler               | 152.242     | 72,7        | 152.242      | 72,7         |
| Wahlberechtigte                                     | Wahlberechtigte               | Wahlberechtigte      | 209.440     |             | 209.440      |              |
|                                                     |                               |                      |             |             |              |              |
| Quellen: Der Bundeswahlleiter, Kandidaten – Stimmen |                               |                      |             |             |              |              |

### Bundestagswahl 2005
| Kandidaten                                          | Kandidaten                  | Parteien/Listen      | Erststimmen | Erststimmen | Zweitstimmen | Zweitstimmen |
| Kandidaten                                          | Kandidaten                  | Parteien/Listen      | Stimmen     | %           | Stimmen      | %            |
| --------------------------------------------------- | --------------------------- | -------------------- | ----------- | ----------- | ------------ | ------------ |
|                                                     | Dagmar Schmidt              | SPD                  | 56.141      | 34,1        | 54.867       | 33,6         |
|                                                     | Friedrich Merzgewählt im WK | CDU                  | 94.975      | 57,7        | 76.009       | 46,6         |
|                                                     | Rolf Ferdinand Brand        | FDP                  | 4.006       | 2,4         | 15.734       | 9,6          |
|                                                     | Matthias Schulte-Huermann   | GRÜNE                | 3.341       | 2,0         | 6.657        | 4,1          |
|                                                     | Dietmar Schwalm             | Die Linke.           | 4.802       | 2,9         | 5.864        | 3,6          |
|                                                     | –                           | REP                  | –           | –           | 605          | 0,4          |
|                                                     | –                           | Die Tierschutzpartei | –           | –           | 649          | 0,4          |
|                                                     | Michael Hoffmann            | NPD                  | 1.245       | 0,8         | 1.054        | 0,6          |
|                                                     | –                           | FAMILIE              | –           | –           | 750          | 0,5          |
|                                                     | –                           | GRAUE                | –           | –           | 355          | 0,2          |
|                                                     | –                           | PBC                  | –           | –           | 144          | 0,1          |
|                                                     | –                           | ZENTRUM              | –           | –           | 86           | 0,1          |
|                                                     | –                           | BüSo                 | –           | –           | 42           | 0,0          |
|                                                     | –                           | Deutschland          | –           | –           | 144          | 0,1          |
|                                                     | –                           | MLPD                 | –           | –           | 37           | 0,0          |
|                                                     | –                           | PSG                  | –           | –           | 62           | 0,0          |
| Gesamt                                              | Gesamt                      | Gesamt               | 164.510     | 100         | 163.059      | 100          |
|                                                     |                             |                      |             |             |              |              |
| Ungültige Stimmen                                   | Ungültige Stimmen           | Ungültige Stimmen    | 2.851       | 1,7         | 4.302        | 2,6          |
| Wähler                                              | Wähler                      | Wähler               | 167.361     | 79,4        | 167.361      | 79,4         |
| Wahlberechtigte                                     | Wahlberechtigte             | Wahlberechtigte      | 210.773     |             | 210.773      |              |
|                                                     |                             |                      |             |             |              |              |
| Quellen: Der Bundeswahlleiter, Kandidaten – Stimmen |                             |                      |             |             |              |              |